# Guillem Serra
Guillem Serra (* 15. Jahrhundert; † 15. Jahrhundert) war ein spätmittelalterlicher katalanischer Ritter, Geistlicher  und Übersetzer des 15. Jahrhunderts.
Guillem Serra übersetzte 1451 das Werk Gènesi de escriptura („Die Genese der [Heiligen] Schrift“) aus der Okzitanischen in die Katalanische Sprache. Miquel Victorià Amer gab dieses Werk 1873 erstmals in Druckform unter dem Titel Compendi historial de la Bíblia („Historisches Kompendium zur Bibel“) im Rahmen der Biblioteca catalana von Marià Aguiló heraus.